# Zostérops pygmée
Heleia squamifrons
Espèce
Statut de conservation UICN

 LC  : Préoccupation mineure
Le Zostérops pygmée (Heleia squamifrons) est une espèce d'oiseau de la famille des Zosteropidae.
Son aire s'étend à travers les forêts de nuage de Bornéo.